# 베아트릭스박쥐
베아트릭스박쥐(Glauconycteris beatrix)는 애기박쥐과에 속하는 박쥐의 일종이다. 앙골라와 중앙아프리카공화국, 콩고민주공화국, 코트디부아르, 적도기니, 가봉, 가나, 케냐 그리고 나이지리아에서 발견된다. 자연 서식지는 아열대 또는 열대 기후 지역의 습윤 저지대 숲이다. 서식지 감소로 멸종 위협을 받고 있다.